# Duke Nukem II
Duke Nukem II es un videojuego de plataformas para MS-DOS desarrollado por Apogee Software y publicado el 3 de diciembre de 1993. El videojuego consiste de cuatro episodios (de 8 niveles cada uno), el primero disponible como shareware. No debe confundirse con el primer episodio de Duke Nukem, es el segundo videojuego de la serie Duke Nukem, secuela del videojuego de 1991 y seguido por Duke Nukem 3D en 1996.

## Historia
El malvado Rigelatins planea esclavizar la Tierra, y secuestra a Duke Nukem (quien estaba realizando una entrevista acerca de su nueva autobiografía "Por qué soy tan magnífico"), para usar su cerebro para tramar el ataque de sus fuerzas. Duke se libera para salvar el mundo, otra vez.
Duke Nukem muestra mucha más actitud en este videojuego que en el original, aunque autocensura su lenguaje mucho más que en el tercer videojuego de la serie. En el videojuego vez de usarse el término "ass", que en inglés literalmente significa c*lo, se usa el término "butt", que es una forma menos grosera de decir lo mismo. Por ejemplo, una de las canciones del videojuego se llama "Kicking Butt and Taking Names"(que a su vez, es una referencia a la canción de Doom "Kitchen Ace and Taking Names").
¿¿
La historia general de Duke Nukem II, excepto algunas diferencias en los nombres, fue reusada para el videojuego de Game Boy Color de 1999 Duke Nukem.

## Jugabilidad
El objetivo del jugador es avanzar por los niveles y tomar ventaja de las armas, objetos de salud, y power-ups que encuentre en ellos. Estos objetos son encontrados a menudo en cajas. El objetivo final del jugador es encontrar la salida, que lo llevará al siguiente nivel. El jugador tendrá que matar monstruos en los niveles. El movimiento a través del nivel consiste principalmente en saltar a otras plataformas, subir escaleras, usar ascensores, y trepar por tuberías o vigas. Al final de cada nivel (exceptuando el último nivel de cada episodio), el jugador puede recibir hasta siete bonos de 100.000 puntos, ganados por alcanzar diversos logros en el nivel, como destruir todas las cámaras.